# Aphriza
Aphriza is een geslacht van vogels uit de familie strandlopers en snippen (Scolopacidae). Het geslacht telt één soort:
- Aphriza virgata (Brandingloper)